# Francesco Romani (medico)

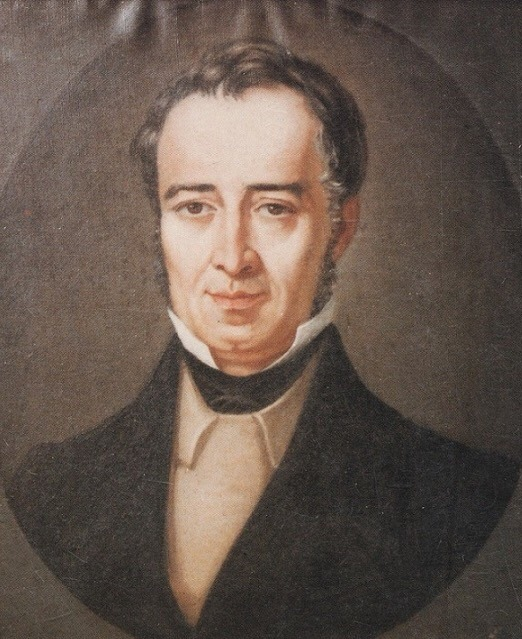
Francesco Romani, musei di palazzo d'Avalos, Vasto
(ritratto realizzato da Cesario Giacomucci).

Francesco Romani (Vasto, 24 settembre 1785 – Napoli, 14 novembre 1852) è stato un medico italiano.

## Biografia

### Famiglia e formazione
Francesco Romani nacque a Vasto il 24 settembre 1785 da Eligio e Grazia Laccetti. Ragazzo dalla precoce intelligenza, svolse i suoi primi studi di matematica, filosofia e letteratura nel seminario di Chieti, guidato da Vincenzo Gaetani dell'ordine religioso dei padri Lucchesi. Riconosciuto come coltissimo didatta, ebbe come suoi allievi Gabriele Rossetti, Roberto Betti ed altri intellettuali vastesi (collaborarono per la realizzazione di un illustre circolo culturale che valse alla città l'appellativo di "Atene degli Abruzzi"). Tornato nella sua città natia, si dilettò per breve tempo nell'insegnamento delle discipline umanistiche e fu nominato “invigilatore delle scuole pubbliche”.  Si laureò in Filosofia e si iscrisse alla facoltà di Medicina dell'università di Napoli. Dopo aver conseguito la laurea, continuò i suoi studi filosofici leggendo e componendo poesie.

### Medico e omeopata
Tornato a Vasto esercitò per breve tempo la sua professione nell'ospedale civile che lui stesso restaurò. Trasferitosi a Napoli, ben presto acquistò fama a tal punto da diventare medico ordinario di Corte grazie alla nomina da parte della regina Maria Amalia di Borbone-Due Sicilie. Fu Giorgio Necker di Mělník, il medico delle truppe austriache operante in quel periodo nella città, a fornirgli le prime nozioni sulla terapia di Samuel Hahnemann. Iniziò così ad appassionarsi alle cure omeopatiche cominciando ad applicare questa nuova scienza anche su se stesso. Il merito di averlo guidato nella pratica omeopatica e sostenuto nelle sue sperimentazioni spetta invece al dottor Giuseppe Ody di Fribourg.
(Francesco Romani)
Nel 1822 Romani, cercando delle cure alla sua malattia, si recò nel noto studio di Necker. Nonostante per nove anni avesse provato a curarsi mediante cure allopatiche, fu proprio l'Omeopatia che lo portò alla guarigione; da quel momento iniziò a dedicarsi assiduamente allo studio di questa nuova terapia.
(Francesco Romani)
Nel 1825 salì al trono Francesco I che divenne ben presto un seguace delle tecniche innovative; quest'ultimo, che soffriva di angina pectoris, fu guarito dal trattamento omeopatico dal suo medico personale Cosmo Maria De Horatiis. Il sostegno del sovrano delle Due Sicilie fu fondamentale per lo sviluppo dell'Omeopatia italiana e in particolare per quella napoletana: il dottor Francesco Talianini si recò da Ascoli a Napoli per approfondire le sue conoscenze e cercar di avere maggior chiarezza dallo stesso Francesco Romani e, successivamente, anche il direttore della Clinica Medica di Bologna, il professor Giacomo Tommasini. La nascente scuola di Napoli iniziò così a prendere piede in tutta Italia e i proseliti e gli allievi del Romani continuarono ad aumentare. Sul versante opposto però vi era la rigida scuola medica tradizionale, fondata su antichissime tradizioni, ancora diffidente nei confronti dell'Omeopatia.

### Omeopatia messa alla prova
L'unico modo per abbattere critiche e pregiudizi nei confronti di questa terapia alternativa alla medicina tradizionale era tramite una prova schiacciante della sua efficacia e funzionalità. Nel 1829 De Horatiis, che elesse il Dottor Romani come suo collaboratore, propose al re Francesco I un esperimento omeopatico da effettuare a Napoli nell'Ospedale militare della Trinità. La sperimentazione era regolata da un programma suddiviso in otto articoli che ne delineavano cronologicamente le fasi, la cui durata fu di 40 giorni. Il tutto fu assistito da una commissione selezionata composta da alcuni commissari omeopatici (Cosmo De Horatiis e Francesco Romani) e allopatici ( Pasquale Panvini e Luca Araneo), da alcuni medici e da numerosi osservatori (Francesco Talianini, Giorgio Necker, Rocco Rubini).
(Dottor Panvini)
Dall'esito di questo esperimento dipendevano le sorti dell'omeopatia: si crearono i primi contrasti tra la scuola ufficiale ed i sostenitori della nuova terapia. Due furono le versioni più accreditate del suo sviluppo, una tratta dagli "Annali di Medicina Omiopatica per la Sicilia" e l'altra da "Il Cholera Morbus vinto con la scienza". In entrambe le versioni, anche se con particolari differenti, si narra che dopo pochi giorni dall'apertura della clinica Omeopatica si fosse sparsa la voce che la maggior parte dei pazienti fosse già deceduta. Il re, saputa la notizia, arrestò gli omeopatici, sequestrò le loro carte e si recò immediatamente nella struttura per verificare l'autenticità di questa versione dei fatti. Non impiegò molto tempo per scoprire, invece, che non vi era alcun morto nella clinica. Fu così che revocò i suoi provvedimenti, anche se il parere del popolo si era ormai delineato. Alcuni ammalati, che erano destinati ad una commissione di omeopatici, nonostante la riuscita di tale esperimento, si rifiutarono di essere loro pazienti.
(Francesco Romani)
In realtà, come sostenuto anche dal medico Panvini, la guarigione di alcuni pazienti era avvenuta per spontanea risoluzione della malattia ed altri, nonostante i rimedi, non mostrarono alcun miglioramento. Sebbene l'esperimento non avesse avuto pieno successo, grazie al Romani e al De Horatiis si divulgò la conoscenza dell'omeopatia.

### Contributi in Inghilterra
Francesco Romani era già un noto omeopata quando Lord John Talbot di Shrewsbury lo invitò in Inghilterra: diventò il suo medico dal 1830 al 1834. Fu proprio lui a praticare per la prima volta l'omeopatia nei territori inglesi, trasformando il castello di Shrewsbury in una clinica. Romani realizzò un ambulatorio in cui praticare le cure omeopatiche, accolse tutti gli ammalati dalle limitrofe località inglesi ed arricchì notevolmente la sua casistica con notevoli successi terapeutici. Il medico vastese visitò a Londra l'ospedale dei Pazzi durante il suo periodo di soggiorno in Inghilterra e documentò nel suo Elogio Storico di Samuello Anemanno il suo rapporto con il dottor James Clark, dal quale era stato invitato a restare per continuare ad esercitare le sue tecniche di cura.

### Progetti omeopatici del tempo
Nel 1830 Romani visita per la prima volta a Lucca l'ospedale omeopatico del luogo scrivendo:
(Francesco Romani)
L'ospedale era sorto, pronto ad essere utilizzato, ma non fu mai aperto. Furono sicuramente ragioni di prudenza politica e timori di scandali. Nonostante Carlo Lodovico di Borbone e la sua famiglia restassero fedeli a queste terapie, placarono gli omeopatici per non compromettere la loro posizione politica. Nel 1845 Romani annuncia nel suo Anemanno l'esistenza di una farmacia omeopatica a Roma; un reparto dedicato ad essa presso la farmacia dell'Ospedale Fatebenefratelli dell'isola Tiberina.

## Scritti principali
La produzione scientifica di Francesco Romani è molto vasta: da accurate ricerche presso le biblioteche e gli archivi napoletani sono stati rinvenuti molti titoli non solo di pubblicazioni raccolte in volumi, ma anche cenni autobiografici, corrispondenze, traduzioni, dibattiti e memorie.
- Ricordi sulla peste redatti in un sistema teorico-pratico, Napoli 1816, pp. 204.
- Sunto sulle annotazioni pratiche sulle malattie degli occhi raccolte ed illustrate da G.B. Quadri, maggio-settembre 1819.
- Discorsi sull'Omiopatia, Napoli 1835.
- Sui preservativi omeopatici del colera Indiano e sulla disinfettazione degli edifici e dei mobili contagiati, Napoli 1836, pp. 48.
- Cenno biografico del Conte Sebastiano De Guidi. Introduzione dell'Omiopatia in Francia, Poliorama, Napoli 1837.
- Elogio storico di Samuello Anemanno, Napoli 1845, pp. 279.

Romani fu anche un cultore delle umane lettere: scrisse numerose opere letterarie, per buona parte inedite, che furono raccolte dal nipote Eligio e pubblicate a Napoli.
Scrisse inoltre poesie, odi saffiche, sonetti e composizioni varie, seppure non con eccessiva originalità. Oltre alla bellissima poesia dialettale dal titolo Sciaraballêine ha pubblicato diverse poesie tra le quali ricordiamo:
- Poemetto In morte del Cav. Domenico Cottugno, Napoli 1824, pagg. 24
- Ode saffica a Francesco Paolo De Meis, Napoli 1829
- Ode Saffica Per le nozze Shrewsbury e Doria Pamphili, Napoli 1839, pagg. 18
- Elogio di Lady Guendalina Talbot, Napoli 1844, pagg. 66.

## Riconoscimenti
- Dottore in Filosofia e Medicina.

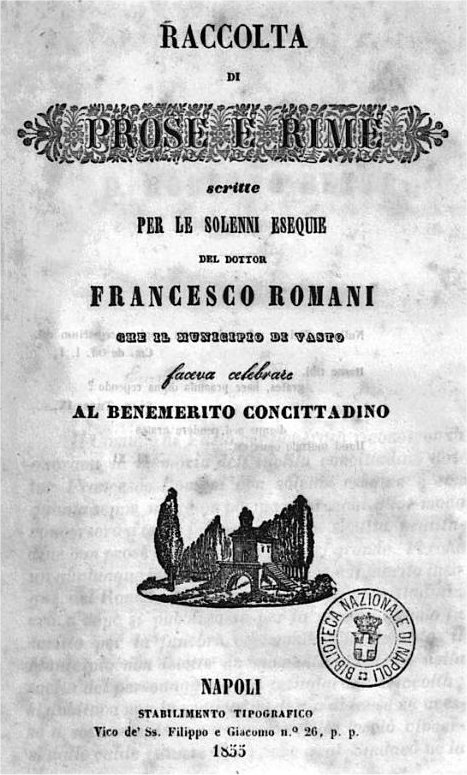
Frontespizio, da [https://archive.org/details/bub_gb_l89YClifdzEC Internet Archive

- Socio ordinario dell'Accademia Fontaniana (corrispondente della Reale Accademia delle Scienze), dell'Accademia Medico Chirurgica del Reale Istituto di Incoraggiamento di Napoli, dell'Accademia Omiopatica, della Reale Accademia degli Iatrofisici e dell'Accademia del Buon Gusto di Palermo, dell'Accademia dei Filomati di Lucca, dell'Accademia dell'Arcadia di Roma.
- Primo medico italiano ad esercitare l'Omeopatia in Italia e in Inghilterra[15].

### Ricordi e dediche
Francesco Romani morì a Napoli il 14 Novembre del 1852. I parenti, gli amici e i concittadini gli dedicarono un busto attualmente conservato nella sede comunale di Vasto. Nel 1855 Il comune di Vasto pubblicò una raccolta di Prose e rime scritte da vari autori in sua memoria. Fu intitolato al medico vastese anche un belvedere sul mare nella sua città natale.

## Opere
- Francesco Romani, Elogio storico di Samuello Anemanno letto all'Accademia Pontaniana da Francesco Romani, Napoli, V. Puzziello, 1845, SBN NAP0229680. URL consultato il 22 dicembre 2016.
- Francesco Romani, Su i preservativi omiopatici del colera indiano e su la disinfettazione degli edifizi e de' mobili contagiati discorso di Francesco Romani, Napoli, da Raffaele De Stefano e socii, 1836, SBN NAP0130587. URL consultato il 22 dicembre 2016.
- Samuele Hahnemann, Pura dottrina delle medicine, a cura di Francesco Romani, Napoli, da Torchi di Luigi Maria Nobile, 1848  [1825], SBN BA1E000485. URL consultato il 22 dicembre 2016.
- Francesco Romani, Ricordi su la peste redatti in un sistema teorico pratico da F. Romani, Napoli, da' torchi di Glauco Masi, 1816, SBN LIAE015004. URL consultato il 22 dicembre 2016.